# Ӂ
Ӂ, ӂ (Ж с краткой) — буква расширенной кириллицы, 8-я буква молдавского кириллического алфавита. Обозначает звук [d͡ʒ], /дж/. Соответствует букве G в румынском алфавите, когда она пишется перед буквами I или E. Используется также в кириллическом алфавите гагаузского языка.
В румынской кириллической письменности, употреблявшейся до середины XIX века, вместо Ӂ использовалась буква Џ (эта же буква и поныне используется для обозначения того же звука в сербском и македонском алфавитах).
В молдавский алфавит буква ӂ была введена постановлением Совета министров МССР от 17 мая 1967 года.